# ثرمل (عمد)

تعديل مصدري - تعديل

ثرمل هي إحدى قرى  بمديرية عمد التابعة لمحافظة حضرموت، بلغ تعداد سكانها 149 نسمة حسب تعداد اليمن لعام 2004.